# LIMD1
LIMD1‏ (LIM domains containing 1) هوَ بروتين يُشَفر بواسطة جين LIMD1 في الإنسان.